# Leonardo Cruciano
Leonardo Cruciano (Bari, 30 giugno 1974) è un effettista italiano, noto per la sua attività nel campo cinematografico e televisivo e fondatore della casa di produzione di effetti speciali e visivi Makinarium
A novembre 2023 annuncia la fondazione di Imaginari Factory, nuova casa di produzione di effetti speciali e visivi.

## Biografia
Dopo gli studi artistici presso l’Accademia delle Belle arti di Bari, si avvicina allo studio del linguaggio cinematografico, dell’iperrealismo e della percezione visiva, studiando anche animazione, ma, soprattutto, trucco speciale ed effetti speciali. In questi anni fa una lunga gavetta come scenotecnico, pittore, scultore, illustratore, sino a giungere a Cinecittà. Qui Cruciano inizia a lavorare in produzioni nazionali e internazionali di serie tv come Roma di Michael Apted e Borgia della HBO, di spot commerciali televisivi per Fox e in diversi film italiani e stranieri, tra i quali Nine di Rob Marshall, Miracolo a Sant’Anna di Spike Lee, Nefertari di Hugh Hudson, Shadow di Federico Zampaglione e Imago Mortis di Stefano Bessoni.
Nel 2015 fonda, con Nicola Sganga e Angelo Poggi, la casa di produzione di effetti speciali e visivi Makinarium, per seguire la realizzazione di tutti gli effetti speciali e visivi de Il racconto dei racconti - Tale of Tales di Matteo Garrone, che vince due David di Donatello, per gli Effetti Digitali e per il Trucco.
Cruciano apporta in Makinarium la capacità d’integrare i vari reparti degli effetti e della messa in scena visiva, in un continuo scambio d’idee tra artisti, tecnici e materie differenti. Makinarium diventa così, in breve tempo, una realtà internazionale che segue una sua personale visione degli effetti realistici, concreti e al contempo pittorici.
Dal 2015 al 2019 Leonardo Cruciano collabora con diversi registi tra i quali Ridley Scott, Michael Bay, George Clooney, Paolo Sorrentino, Niccolò Ammaniti, Vlad Marsavin, Danny Boyle, e Ben Stiller. Negli stessi anni lavora sul set di film come Tomb Raider, Ben Hur, Zoolander 2, Wonderwell, Tutti i soldi del mondo, Trust e Hallucinaut.
A febbraio 2017 Cruciano collabora con lo stilista Alessandro Michele, realizzando dei props iperrealistici in occasione della sfilata di Gucci.
A febbraio 2018 Leonardo Cruciano realizza con Michele la mostra Persona, presso la Curia Iulia nel Parco Archeologioco del Colosseo, attraverso la quale Gucci rende omaggio al lavoro cinematografico di Cruciano e di Makinarium.
A ottobre dello stesso anno Cruciano prende parte alla mostra collettiva Oltre la Materia - 43 artisti ricordano Maurizio Giuffredi, curata da Monica Demattè, presso il Mo Art Space di Hanoi, per la quale realizza l'opera DARIO CIRCUS, sei disegni su fogli di carta con tecnica mista.
A ottobre 2019 Cruciano inaugura la mostra La Meccanica dei Mostri – da Carlo Rambaldi a Makinarium, presso il Palazzo delle Esposizioni di Roma, a cura di Claudio Libero Pisano. La mostra ripercorre la carriera del noto premio Oscar, giungendo poi alla nuova era degli effetti speciali, rappresentata da Makinarium, che, per l’occasione, cura i lavori di restauro delle opere di Rambaldi.
A novembre del 2019 Cruciano viene scelto nella cinquina finale dei Make-Up Artists and Hair Stylists Guild Award for Best Special Make-Up Effects in a Feature-Length Motion Picture, nella categoria Feature Length Picture - Best Special Make-Up Effects, per il film 6 Underground del regista Micheal Bay.
A febbraio 2022 Cruciano collabora alla creazione di Archèus - Labirinto Mozart, installazione immersiva di Damiano Michieletto, un progetto speciale dell’Archivio Storico delle Arti Contemporanee (ASAC) esposto presso Forte Marghera di Venezia.
Ad aprile 2022 Leonardo Cruciano realizza il Padiglione Venezia, intitolato Alloro, in occasione della 59ª Biennale d'Arte di Venezia.
A ottobre 2022 Leonardo Cruciano espone un'installazione iperrealistica Piero Pelù / Marat,  raffigurante il cantante Piero Pelù, presso il MIC - Museo Interattivo del Cinema di Milano. L'opera viene realizzata "impiegando una delle riproduzioni dummy del rocker utilizzate nella commedia nera I Cassamortari di Claudio Amendola (2021) e prendendo ispirazione dal celebre dipinto di Jacques-Louis David La morte di Marat (1793)."
A novembre 2023 Cruciano ha annunciato la fondazione di Imaginari Factory, la sua nuova casa di produzione di effetti speciali e visivi.

## Filmografia parziale

### Effetti speciali
- La bestia nel cuore, regia di Cristina Comencini (2005)
- Get Rich or Die Tryin', regia di Jim Sheridan (2005)
- Viaggio segreto, regia di Roberto Andò (2006)
- Notte prima degli esami - Oggi, regia di Fausto Brizzi (2006)
- Scrivilo sui muri, regia di Giancarlo Scarchilli (2007)
- Matrimonio alle Bahamas, regia di Claudio Risi  (2007)
- La figlia di Elisa - Ritorno a Rivombrosa (serie TV, 7 episodi), regia di Stefano Alleva (2007)
- Il commissario Rex (serie TV, 2 episodi), regia di Marco Serafini (2008)
- Colpo d'occhio, regia di Sergio Rubini (2008)
- Il divo, regia di Paolo Sorrentino (2008)
- Imago mortis, regia di Stefano Bessoni (2008)
- Questione di cuore, regia di Francesca Archibugi (2009)
- Shadow, regia di Federico Zampaglione (2009)
- Lo spazio bianco, regia di Francesca Comencini (2009)
- Ce n'è per tutti, regia di Luciano Melchionna (2009)
- Due vite per caso, regia di Alessandro Aronadio (2009)
- Tutto l'amore del mondo, regia di Riccardo Grandi (2010)
- The Tourist, regia di Florian Henckel von Donnersmarck (2010) - non accreditato
- Missione di pace, regia di Francesco Lagi (2010)
- Reality, regia di Matteo Garrone (2012)
- The Haunting of Helena, regia di Christian Bisceglia e Ascanio Malgarini (2012)
- Mi rifaccio vivo, regia di Sergio Rubini (2013)
- H.P. Lovecraft: Two Left Arms, regia di Adam Rehmeier e Domiziano Cristopharo (2013)
- Vittima degli eventi, regia di Claudio Di Biagio (2014)
- Fantasticherie di un passeggiatore solitario, regia di Paolo Gaudio (2014)
- Il racconto dei racconti - Tale of Tales, regia di Matteo Garrone (2014)
- Indivisibili, regia di Edoardo De Angelis (2015)
- Guarda in alto, regia di Fulvio Risuleo (2016)
- Tutti i soldi del mondo, regia di Ridley Scott (2017)
- Figlia mia, regia di Laura Bispuri (2017)
- Tomb Raider, regia di Roar Uthaug (2018)
- Loro 1, regia di Paolo Sorrentino (2018)
- Il miracolo (serie TV, 1 episodio), regia di Niccolò Ammaniti (2018)
- Catch-22 (mini serie TV, episodi 1,2,3,4,5,6), regia di George Clooney (2019)
- Cruel Peter, regia di Christian Bisceglia e Ascanio Malgarini (2019)
- Mollami, regia di Matteo Gentiloni (2019)
- Wonderwall, regia di Vlad Marsavin (2019)
- Shortcut, regia di Alessio Liguori (2019)
- 6 Underground, regia di Michael Bay (2019)
- Hallucinaut (cortometraggio), regia di Daniel Auber (2019)
- Favolacce, regia di Damiano e Fabio D'Innocenzo (2020)
- The Recycling Man (cortometraggio), regia di Carlo Ballauri (2020)
- La Fiamma (cortometraggio), regia di Giacomo Talamini (2020)
- La belva, regia di Ludovico di Martino (2020)
- Domina (serie TV, 8 episodi), regia di Claire McCarthy, David Evans, Debs Paterson (2021)
- Senza Fine, regia di Elisa Fuksas (2021)
- Io e Angela, regia di Herbert Simone Paragnani (2021)
- House of Gucci, regia di Ridley Scott (2021)
- Non ti pago, regia di Edoardo De Angelis (2021)
- I cassamortari, regia di Claudio Amendola (2022)
- Bla Bla Baby, regia di Fausto Brizzi (2022)
- Dampyr, regia di Riccardo Chemello (2022)
- L'immensità, regia di Emanuele Crialese (2022)
- La dérive des continents (au sud), regia di Lionel Baier (2022)
- Greta e le favole vere, regia di Berardo Carboni (2022)
- Alla Luna, regia di Ambra Principato (2022)
- Napoli Magica, regia di Marco D'Amore (2022)
- The Swarm (serie TV), regia di Barbara Eder (2023)
- Profeti, regia di Alessio Cremonini (2023)
- La legge di Lidia Poët (serie TV), regia di Matteo Rovere e Letizia Lamartire (2023)
- Il ritorno di Casanova, regia di Gabriele Salvatores (2023)
- Un matrimonio mostruoso, regia di Volfango de Biasi (2023)
- Mafia Mamma, regia di Catherine Harwick (2023)
- Rapito, regia di Marco Bellocchio (2023)
- Patagonia, regia di Simone Bozzelli (2023)
- Rossosperanza, regia di Annarita Zambrano (2023)
- The Equalizer 3, regia di Antoine Fuqua (2023)
- L'ordine del tempo, regia di Liliana Cavani (2023)
- Ferrari, regia di Michael Mann (2023)
- Everybody loves diamonds (serie TV), regia di Gianluca Maria Tavarelli (2023)
- Assassinio a Venezia, regia di Kenneth Branagh (2023)
- Resvrgis, regia di Francesco Carnesecchi (2023)
- The Decameron (serie TV), regia di Kathleen Jordan (2024)
- Il Treno dei Bambini, regia di Cristina Comencini (2024)
- Those About to Die, regia di Roland Elmerich (2024)
- Nonostante, regia di Valerio Mastandrea (2024)
- Il Corpo, regia di Vincenzo Alfieri (2024)
- Campo di Battaglia, regia di Gianni Amelio (2024)
- Maria, regia di Pablo Larraín (2024)
- Paradox Effect, regia di Scott Weintrob (2024)
- Queer, regia di Luca Guadagnino (2024)
- Due sorelle, regia di Antonio De Palo (2024)
- Uonderbois (serie TV), regia di Andrea De Sica (2024)
- Iris (serie TV), regia di Sarah O'Gorman (2024)
- Le Indagini di Lolita Lobosco (serie TV), regia di Luca Miniero (2024)
- L'arte della gioia (serie TV), regia di Valeria Golino (2024)
- Immaculate, regia di Michael Mohan (2024)
- Mamma Natale, regia di Stefano Cipani (2024)
- Regina del Sud (serie TV), regia di Carlos Bolado (2024)
- Storia della mia famiglia (serie TV), regia di Claudio Cupellini (2024)
- La forza del destino (opera teatrale), regia di Leo Muscato (2024)
- Ripley (serie TV), regia di Steven Zaillian (2024)
- Here after, l'aldilà, regia di Robert Salerno (2024)
- The strangers: chapter 1, regia di Renny Harlin (2024)
- Berlinguer, la grande ambizione, regia di Andrea Segre (2024)
- L'abbaglio, regia di Roberto Ando' (2025)
- Fatti Vedere, regia di Tiziano Russo (2025)
- Il bacio della cavalletta, regia di Elmar Imanov (2025)
- Costanza (serie TV), regia di Fabrizio Costa (2025)
- Il Discepolo, regia di Luigi Cecinelli (2025)
- Sconfort Zone (serie TV), regia di Maccio Capatonda (2025)
- M - Il figlio del secolo (serie TV), regia di Joe Wright (2025)
- The iris affair (serie TV), regia di Neil Cross (2025)
- Your host, regia di DW Medoff (2025)
- White Mars, regia di Martin Owen (2025)
- Katabasis, regia di Joao Silva (2025)
- Tre ciotole, regia di Isabel Coixet (2025)
- I cesaroni 7 (serie TV), regia di Claudio Amendola (2025)
- Sandokan (serie TV), regia di Nicola Abbatangelo (2026)

## Riconoscimenti
2016 - David di Donatello
- Miglior Trucco (insieme a: Gino Tamagnini, Valter Casotto, Luigi D'Andrea) per Il racconto dei racconti - Tale of Tales
- Miglior Effetti Speciali (come Makinarium) per Il racconto dei racconti - Tale of Tales

2025 - David di Donatello
- Candidatura Miglior Trucco per Berlinguer, la grande ambizione